# 濠江中學附屬英才學校
濠江中學附屬英才學校（葡萄牙語：Escola de Talentos Anexa à Escola Hou Kong），簡稱濠江英才，是位於澳門氹仔成都街的一間學校，隸屬於濠江中學，是濠江中學四個校部中的英才校部。2010年9月，濠江中學把原先在氹仔的高中部（即濠江中學氹仔分校）改為英才學校。濠江英才包括由幼稚園到高中15年的“一條龍”教育，以普通話及英語教學。

## 歷史

### 歷史事件
- 1996年9月16日，濠江中學在氹仔設立的濠江中學氹仔分校落成。
- 2010年9月，濠江中學把原先在氹仔的濠江中學氹仔分校改為濠江中學附屬英才學校。
- 2013年3月29日，杜嵐名譽校長逝世。[4]
- 2013年11月8日，濠江中學附屬英才學校B、C、D座工程封頂。[5]
- 2016年2月25日，濠江中學附屬英才學校新教學樓（即B、C、D座）開幕。
- 2019年5月31日，中共中央總書記兼國家主席習近平給澳門濠江中學附屬英才學校小朋友們的回信。[6]
- 2019年12月19日，中共中央總書記兼國家主席習近平視察澳門濠江中學附屬英才學校。[7]
- 2024年12月5日，姚明基金校園籃球公益活動於英才舉行，姚明等運動員與學生們切磋交流。

#### 習近平與濠江英才

##### 習近平給濠江英才回信
2019年5月14日，濠江中學附屬英才學校的幾名小學生一起寫和繪畫《給習爺爺的一封信》，然後寄信到中共中央總書記習近平。
2019年5月31日，習近平給濠江中學附屬英才學校小學生回信。回信的全文如下：
澳門濠江中學附屬英才學校的小朋友們：
　　你們好！來信收到了，你們畫的彩筆畫很好，說的話也很真誠，充分體現了小朋友們的美好心靈。
　　我經常想起《七子之歌》，歌中表達的遊子對回到母親懷抱的渴望十分感人。回歸祖國20年來，澳門發展日新月異，澳門同胞工作生活越來越好。祖國是澳門的堅強依靠，你們從小就懂得這個道理，我十分欣慰。
　　你們是祖國的花朵，是澳門的未來。希望同學們不辜負杜嵐老校長的期望，傳承好愛國愛澳優良傳統，珍惜時光，刻苦學習，健康成長，長大後為建設澳門、振興中華多作貢獻。

　　“六一”國際兒童節就要到了，我祝你們節日快樂！祝全國小朋友們節日快樂！——習近平，2019年5月31日

##### 習近平視察濠江英才
2019年12月19日下午，習近平視察濠江中學附屬英才學校。習近平首先陪同時任澳門行政長官官員崔世安、濠江中學附屬英才學校校長尤端陽和其他澳門和内地政府人員到濠江中學附屬英才學校的一樓圖書館。習近平其後瞭解濠江中學的歷史，然後翻閲濠江中學附屬英才學校的教科書。之後，習近平觀賞由學生用樂高積木製作的萬里長城。最後，習近平到雨天操場準備離開濠江中學附屬英才學校，離開時全校師生一起熱烈歡送習近平，當中有多名學生與他握手和擁抱。
在習近平離開濠江中學附屬英才學校後，記者對學生進行訪問。初一生劉佳樑與習近平擁抱和握手之後，在接受記者訪問中被問到習近平的蒞臨有何感想，他表示：
習爺爺在跟我們打招呼的時候，他抱了我，然後他跟我握手了。當時我的手其實特別冷的，然後習爺爺一路跟我握手，我可以感覺到習爺爺的溫暖，就一下子傳遞到我的全身了。他收到我們的信的時候他非常感動。然後又鼓勵我們一定要好好學習、健康成長，然後他還說我們一定要學好中國歷史。——劉佳樑，2019年12月19日

#### 姚基金校園籃球公益探訪

##### 背景[13][14][15]
2024年12月5日，由金沙中國與姚基金聯合主辦的「金沙中國·姚基金校園籃球公益探訪」活動在澳門氹仔濠江中學附屬英才學校舉行。本次活動旨在推廣籃球文化、促進青少年體育發展，並慶祝澳門回歸祖國25周年，同時迎接即將在粵港澳三地共同舉辦的第十五屆全國運動會。
姚基金創始人、前中國國家籃球運動員姚明親臨現場，多位籃球名宿和青少年進行互動交流，活動內容包括籃球訓練營和友誼比賽，為澳門青少年籃球愛好者提供了一次難得的學習和成長機會。

##### 活動內容與參與者
此次活動於濠江中學附屬英才學校體育館舉行，吸引了多位重要人士出席，包括：
- 政府及機構代表：
  - 中聯辦宣傳文化部部長萬速成
  - 澳門體育局局長張子軒
  - 澳門教育及青年發展局代副局長陳旭偉
- 金沙中國代表：
  - 拉斯維加斯金沙集團總裁兼首席營運總裁Patrick Dumont
  - 金沙中國有限公司行政副主席王英偉博士
  - 金沙中國有限公司行政總裁兼執行董事鄭君諾
- 籃球界代表：
  - 中國澳門籃球總會會長崔天立
  - 前中國女子籃球運動員趙爽
  - 街球運動員吳悠
  - 前CBA主教練劉鐵
  - 前中國男籃助理教練李克

姚基金秘書長葉大偉及活動特邀嘉賓「姚摯友」也參與其中，與青少年進行互動，傳授籃球技巧，分享籃球運動的價值和精神。

##### 致辭與捐贈儀式
在活動中，多位嘉賓發表致辭，強調體育對青少年成長的重要性：
- 姚明：感謝各方支持，並表示希望通過籃球運動激發青少年的健康生活方式和團隊合作精神。
- 張子軒（澳門體育局局長）：提到澳門正在努力建設「體育之城」，並感謝金沙中國和姚基金對澳門青少年體育發展的支持。
- 葉大偉（姚基金秘書長）：希望未來能加強澳門與內地青少年的籃球交流，為兩地學生提供更多學習機會。
- 鄭君諾（金沙中國行政總裁）：金沙中國將繼續推動體育交流，促進澳門成為「體育之城」和「盛事之都」。

活動中，姚明與金沙中國代表向中聯辦、體育局、教育及青年發展局，以及濠江中學贈送體育器材包和紀念球。此外，姚明向活動嘉賓頒發了「姚基金榮譽教練員」證書，以表彰他們對籃球公益事業的貢獻。

##### 意義與影響
此次活動是金沙中國「金沙關懷」全球企業公民計劃的重要一環，旨在回饋社會、推動青年發展，並為澳門青少年提供更多體育學習機會。本次公益籃球活動不僅豐富了學生的課外生活，還為澳門「體育之城」的建設增添了活力。
活動的成功舉辦也進一步促進了澳門與中國內地的籃球文化交流，為青少年籃球愛好者搭建了學習與成長的平台。姚基金與金沙中國的合作，通過推廣健康生活方式和籃球精神，為澳門籃球培養新一代競技人才奠定了基礎。

##### 未來展望
活動結束後，姚基金和金沙中國表示將繼續合作，舉辦更多類似活動，深化澳門與內地的體育交流，為青少年提供更多發展機會。相信這些舉措將進一步鞏固澳門「體育之城」的地位，並為中國籃球事業的發展注入新的活力。

### 歷任校長
| 時間           | 校長   |
| -------------- | ------ |
| 1932年至1935年 | 黃仁輔 |
| 1935年至1947年 | 黃曉生 |
| 1947年至1999年 | 杜嵐   |
| 2000年至今     | 尤端陽 |

### 歷任董事長
| 時間           | 董事長 |
| -------------- | ------ |
| 1935年至1941年 | 黃仲榆 |
| 1942年至1949年 | 黃寶嬌 |
| 1950年至1953年 | 陳滿   |
| 1954年至1984年 | 何賢   |
| 1985年至1999年 | 馬萬祺 |
| 2000年至今     | 馬有禮 |

## 地理
濠江中學附屬英才學校位於中華人民共和國澳門特別行政區氹仔市中心，地理座標系是22°09′22″N 113°33′19″E / 22.1560268°N 113.5553976°E。
| 街道                                      | 住宅大廈                                                   | 公共設施 |
| ----------------------------------------- | ---------------------------------------------------------- | --- |
| - 成都街 - 大連街 - 布拉干薩街 - 埃武拉街 | - 花城（百佳） - 至尊花城 - 華寶花園 - 超級花城 - 牡丹花城 | - 花城公園 - 治安警察局 海島警務廳 氹仔警司處 - 奧林匹克體育中心-運動場 - 基馬拉斯大馬路空中走廊 - 澳門輕軌氹仔線運動場站 |

### 校園環境
濠江中學附屬英才學校分為4座樓：A座、B座、C座、D座。其中A座為幼稚園部，B、C、D座都為小學部和中學部。濠江中學附屬英才學校由A、B、C、D座圍成四面，而裏面為操埸和3柱旗桿，操場被劃分為2個大籃球架，2個小籃球架和2個羽毛球場。雨天操場有一個跳高架和體育器材室。

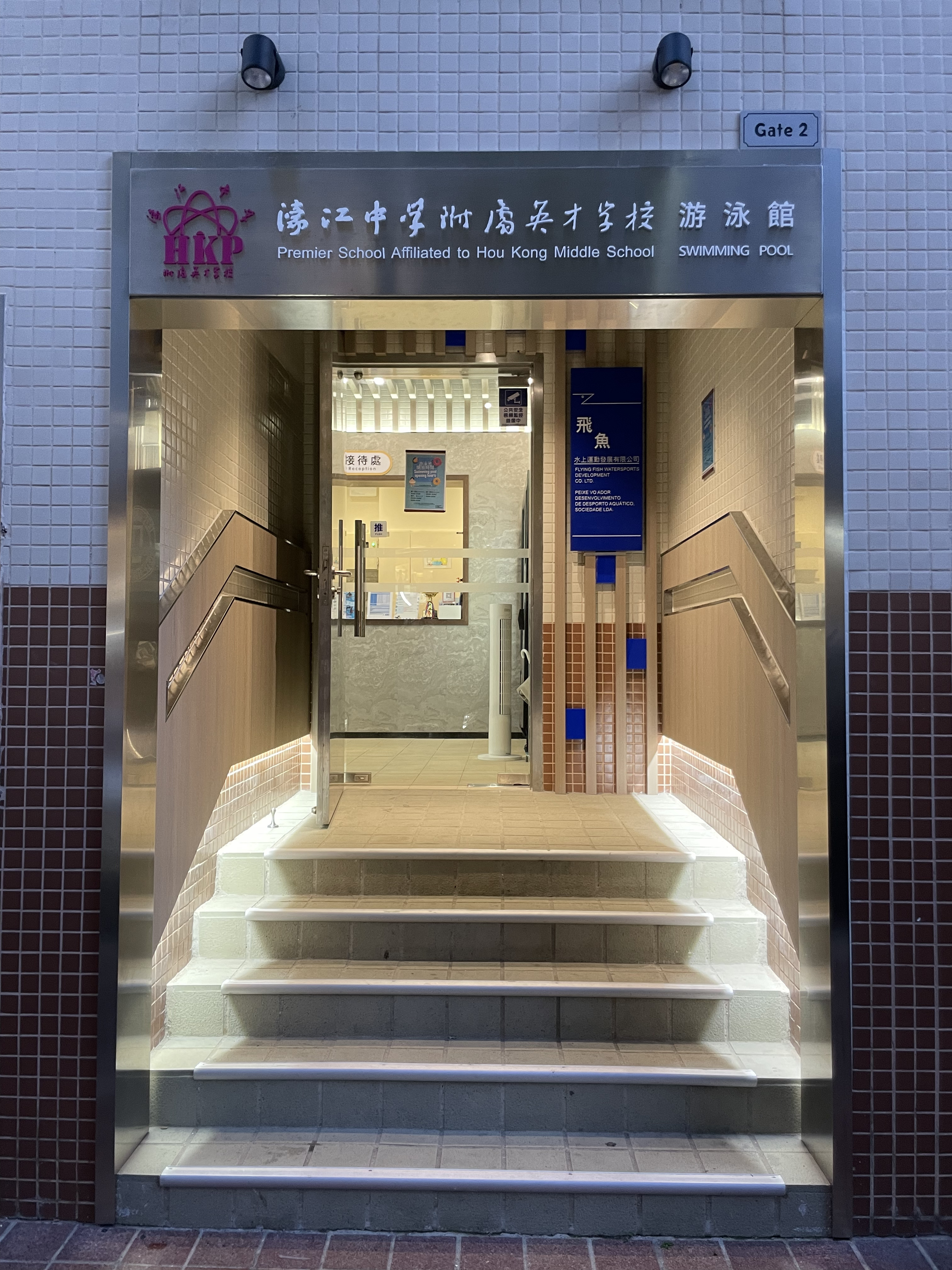
濠江中學附屬英才學校游泳館

| 樓座 | 街道       |
| ---- | ---------- |
| A座  | 成都街     |
| B座  | 埃武拉街   |
| C座  | 布拉干薩街 |
| D座  | 大連街     |

| 樓層 | A座             | B座                                                   | C座                            | D座                                                                                              |
| ---- | --------------- | ----------------------------------------------------- | ------------------------------ | ------------------------------------------------------------------------------------------------ |
| 9樓  | \               | \                                                     | \                              | 天台種植場                                                                                       |
| 8樓  | \               | \                                                     | \                              | 校工宿舍                                                                                         |
| 7樓  | \               | 天台種植場、荷花亭、水培植物工廠                      | 50米跑道、遊樂設施             | 體育館、嵐苑餐廳、更衣室                                                                         |
| 6樓  | \               | S5課室、S6課室、AI室、平板室、行政室                  | S6課室、書法室、雜物房         | 機房                                                                                             |
| 5樓  | \               | S2課室、S3課室、助理校長室                            | S4課室、教師辦公室             | D座禮堂                                                                                          |
| 4樓  | 天台            | S1課室、小學美術室、小學英閱室、中學英閱室、乒乓球室  | 數培室、其他功能室、教師辦公室 | 中樂室、化妝室、舞蹈室、視覺藝術室、音樂室                                                       |
| 3樓  | K3課室、平台    | P1課室                                                | P2課室、教師辦公室             | P3-P4課室、教師休息室                                                                            |
| 2樓  | K2課室          | 會議室、校長室、P5課室                                | P6課室                         | 物理實驗室1、物理實驗室2、小學電腦室1、小學電腦室2、中學電腦室1、中學電腦室2、伺服器房、鮮風機房 |
| 1樓  | K1課室、A座禮堂 | 圖書館                                                | 圖書館                         | 生物實驗室、化學實驗室、校園廣播室、老師辦公室                                                   |
| 地面 | A座大堂         | B座大堂、體育老師辦公室、體育器材室、雜物房、雨天操場 | 游泳館                         | 小賣部、飯堂、停車場入口                                                                         |
| B1   | \               | 停車場                                                | 停車場                         | 停車場                                                                                           |

## 教育

### 辦學理念
| 辦學目標 | 追求“師資隊伍”、“管理水平”、“教學設備”和“教育質量”四個一流，培養具國際視野的優秀人才。 |
| 辦學宗旨 | 德育為先，培養和諧發展、具國際視野的精英人才。                                         |
| 辦學特色 | “雙語教育”、“藝術教育”和“奧林匹克意識”。                                               |

### 現時行政架構
| 職務     | 姓名                       |
| -------- | -------------------------- |
| 校長     | 尤端陽                     |
| 副校長   | 陳虹、陳步倩、周明、牛蘭珍 |
| 主任     | 江開育、汪世晴、鄭偉航     |
| 副主任   | 李守球、黃曉韻、鄭艷華     |
| 主任助理 | 王杰、陳艷、周予婷         |

### 年級與班級
濠江中學附屬英才學校分為中學部、小學部和幼稚園部。中學部分為初中和高中，共有六級，分別是初一級（S1）、初二級（S2）、初三級（S3）、高一級（S4）、高二級（S5）和高三級（S6）。小學部共有六級，分別是小一級（P1）、小二級（P2）、小三級（P3）、小四級（P4）、小五級（P5）和小六級（P6）。幼稚園部共有三級，分別是幼一級（K1）、幼二級（K2）和幼三級（K3）。
每個年級的班級都用英文字母來標示，例如K1B、P2A、S3B。而且，每一個班級的中文名的格式是以所在年級加上校訓中的一個字組成的，A-F班所對應的中文字是忠（A）、誠（B）、勤（C）、奮（D）、實（E）、新（F），例如S3B的中文班名是初三誠，P6D的中文班名是小六奮。根據教育暨青年發展局對濠江中學附屬英才學校的規定，每個班級人數上限為35人，而小學和中學每級班級數量的上限為5個班。通常每個班級都會有一個班主任，在特殊情況之下有小學班級會有班主任助理。科任老師亦可以申請做實習班主任。
由於濠江中學附屬英才學校幼稚園學生人數太多，學校在2024/2025學年的小學一年級設6個班。所以，2024/2025學年就會有P1F班，中文名為小一新班。

### 編號
每個班級内的學生會有學號，而這些學號是按照學生的姓名筆畫數量來安排的，越少筆畫的學生學號越小。當學生入學濠江中學附屬英才學校的時候，學生會有學籍編號。學籍編號有八位數，前四位數是該學生的入學年份，後四位數是在該年份内第幾位入學。當老師入職的時候，老師會有教師編號。教師編號有四位數，前兩位數是該老師的入職年份的末兩位數，後兩位數是該老師在該年份内第幾位入職。

### 學年與假期
在濠江中學附屬英才學校，學年分為兩個學期（上學期和下學期）、四個學段（第一段、第二段、第三段和第四段）。在正常情況之下，學年會在9月初開始，7月中結束。上學期通常為9月-1月，結束學期的日期取決於農曆新年假期（即寒假）何日開始，寒假通常為3個星期。下學期通常為2月至7月，開始學期的日期取決於寒假何日結束。第一段通常為9月初至11月中，第二段通常為11月中至1月底，第三段通常為2月初至4月最後一天平日（即勞動節假期之前），第四段通常為5月首個平日至6月最後一天平日，研究性學習週為7月首個平日至7月中，為期兩週。暑假由學期結束後開始，通常為一個半月。
一個學年內小學上學日共有195天，中學上學日共有197天。學年內放假的節日有中秋節、教師節（9月10日）、中華人民共和國國慶節（10月1-2日）、重陽節、澳門回歸紀念日（12月20日）、冬至、聖誕節（12月25日）、元旦節（1月1日）、農曆新年、婦女節（3月8日）、清明節、復活節、勞動節（5月1日）、青年節（5月4日，僅中學部放假）、佛誕節、兒童節（6月1日，小學、幼稚園部放假）、校慶日（6月10日）、端午節。如果節日假期遇上星期六或星期日，將會在下一個平日進行補假。澳門回歸紀念日、冬至和聖誕節通常會連成一個星期多的長假期，而清明節和復活節通常會連假。

### 考試
一個學年内會有兩次測試和兩次考試。測試安排在第一段和第三段末，内容通常為第一段和第三段所教的内容。考試安排在第二段和第四段末（即上學期和下學期末），内容通常為第二段和第四段所教的内容，有時會考整個學期的内容。

### 課程
幼稚園採用普通話、英語主題課程，中英文教師共同授課；小學英語和常識全英教學；中學科學和地理全英授課，初中開設葡文必修課程。K3-P3開設鋼琴課程，P4-P6開設弦樂課程，中學開設管樂選修課程，AI課程等。

#### 體育課
自從2023年9月起，濠江中學附屬英才學校把小學年級到中學初三級的課程調為每個星期上三節體育課。學校認為現在學生的運動時間不足，所以增加上體育課的時間。

#### 游泳課
在2023年春天，濠江中學附屬英才學校因的游泳池因規格不符合教育及青年發展局的要求，進行了數月的裝修，並於裝修完成後交給私人公司（飛魚計劃）接管。2023年9月起，學校在中學初二級和初三級開設游泳課，並且分男班和女班進行游泳教學，同時游泳課將取代每周其中一節體育課。
游泳館平日對外公眾開放的時間為下午，學校暑假期間游泳館仍會對外開放。

#### 國際課程
2023年末，許多高中學生期望在海外升學，所以他們在校外報讀A-Level、IGCSE等國際課程。學校意識到學生海外升學的需求急增，所以研究在學校增設國際課程，專門為想海外升學的高中生而設。
2024年初，在未正式增設國際課程的時候，海外升學的高中生可以使用A-Level的成績作為考試成績，令學生更加專注於備考A-Level。
2024年中，學校決定於2024/2025學年的高一級增設國際課程，包括A-Level及IGCSE。學校專門聘請了畢業於劍橋大學的老師開設國際課程。2024年9月起，高一學生可以選擇報考物理及化學的國際課程，而且該兩科的教學內容與正課內容更加深奧，該兩科的測驗和考試將會另計。該兩科的國際課程將會與正課分開上。另外，學校也在放學後時間增設國際課程，科目包括經濟、數學、生物、化學、物理。這些課程都會在放學後上。

## 學生會

### 學生會架構
第十屆學生會幹事共有113人，分別有中學生85人、小學生28人。
| 職位         | 姓名                                                   | 姓名                                                   | 姓名                                                   |
| ------------ | ------------------------------------------------------ | ------------------------------------------------------ | ------------------------------------------------------ |
| 輔導老師     | 鄧楚琳老師、梁曉晴老師（中學部），梁雅媛老師（小學部） | 鄧楚琳老師、梁曉晴老師（中學部），梁雅媛老師（小學部） | 鄧楚琳老師、梁曉晴老師（中學部），梁雅媛老師（小學部） |
| 學生會主席   | 葉青豪（S5D）                                          | 葉青豪（S5D）                                          | 葉青豪（S5D）                                          |
| 學生會副主席 | 黃蔚昕、陳彥君（中學部），黃以津（小學部）             | 黃蔚昕、陳彥君（中學部），黃以津（小學部）             | 黃蔚昕、陳彥君（中學部），黃以津（小學部）             |

| 職位         | 姓名                                                   |
| ------------ | ------------------------------------------------------ |
| 輔導老師     | 鄧楚琳老師、梁曉晴老師（中學部），梁雅媛老師（小學部） |
| 學生會主席   | 陳彥君（S6D）                                          |
| 學生會副主席 | 陳建暉、胡曉嵐（中學部），李姿瑩（小學部）             |

### 學生會部門
學生會現時設有策劃、宣傳、司禮、資訊科技、事務和風紀六大部門，分別負責處理校外交流、校內事務以及舉辦活動等工作。
| 部門       | 工作內容                                                                 |
| ---------- | ------------------------------------------------------------------------ |
| 策劃部     | 策劃、統籌由學生會主辦的各項活動並協助學校活動的進行。                   |
| 宣傳部     | 負責進行學生會主辦/協辦的校內、外活動的記錄和宣傳工作。                  |
| 司禮部     | 負責在典禮、儀式及各項活動中擔任禮儀、接待工作。                         |
| 資訊科技部 | 負責典禮、儀式及各項活動的拍攝和媒體製作，並協助後台及舞台的工作。       |
| 事務部     | 負責典禮、儀式及各項活動的場地、後台統籌和運作工作。                     |
| 風紀部     | 負責典禮、儀式及各項活動的場地秩序及安排；協助校內紀律和秩序的檢查工作。 |

## 校內比賽

### 歌唱比賽
- 濠江中學附屬英才學校2022-2023第四屆校園歌唱比賽初賽錄影 （页面存档备份，存于）

| 組別名稱              | 初賽歌曲           | 是否進入決賽 | 獲得獎項 |
| --------------------- | ------------------ | ------------ | -------- |
| 施雨欣                | 聲聲慢             | 是           |          |
| 黃栩                  | 像風一樣           | 是           |          |
| 林靖堯                | 天空沒有極限       | 是           |          |
| 黎芷欣                | 她說               | 是           |          |
| 鍾穎霖                | Hard to love       | 是           |          |
| 我的組                | 永不失聯的愛       | 否           | 否       |
| 蔡梓攸                | 如果突然想起我     | 否           | 否       |
| 李子涵                | 虞兮歎             | 否           | 否       |
| 郭敏柔                | 殘酷天使的行動綱領 | 否           | 否       |
| RT三角形              | MOM                | 否           | 否       |
| 奉還於爾              | 長相廝守           | 否           | 否       |
| Ice breaker           | 7 years            | 否           | 否       |
| 杜雨哲(Yoasobi傳承人) | 假如愛有天意       | 否           | 否       |
| 風雲                  | 當你老了           | 否           | 否       |
| 陸恆宇                | 十年               | 否           | 否       |
| 張紫晴                | 紅綠燈             | 否           | 否       |
| Melanie               | 千里共嬋娟         | 否           | 否       |
| 外太空                | 玫瑰少年           | 否           | 否       |

| 組別名稱       | 初賽歌曲           | 是否進入決賽 | 獲得獎項 |
| -------------- | ------------------ | ------------ | -------- |
| ANTIFRAGILE    | Flashlight         | 是           |          |
| 好運來         | 珊瑚海             | 是           |          |
| 鈣思寶™        | Paper Hearts       | 是           |          |
| 帥三秒         | 擱淺               | 是           |          |
| 哈哈哈         | Shall we talk      | 是           |          |
| 立大功汪汪隊   | A man without love | 否           | 否       |
| 搞唔掂         | 聖馬利諾之心       | 否           | 否       |
| 桐鑼燒         | 世界上的另一個我   | 否           | 否       |
| 高雄捷運       | 逆戰               | 否           | 否       |
| γ喵 Republic   | Counting Stars     | 否           | 否       |
| 今天我好想做嘢 | 今天我不想做嘢     | 否           | 否       |
| 我唔知叫咩名好 | 長相廝守           | 否           | 否       |
| 最後的倔強     | 單車               | 否           | 否       |
| 古天           | 陀飛輪             | 否           | 否       |
| 今天等明天     | 天外來物           | 否           | 否       |
| Alex Chio      | Night Out Concert  | 否           | 否       |
| 我想要兩顆西柚 | 光榮之路           | 否           | 否       |
| 買保險了嗎     | 東京人壽           | 否           | 否       |

| 組別名稱       | 是否進入決賽 | 獲得獎項 |
| -------------- | ------------ | -------- |
| 黎芷欣         | 是           |          |
| 一嗚驚人       | 是           |          |
| c的三次方      | 是           |          |
| 尋覓未來的男孩 | 是           |          |
| S1A杜雨哲      | 是           |          |

| 組別名稱   | 是否進入決賽 | 獲得獎項 |
| ---------- | ------------ | -------- |
| 長大開飛船 | 是           |          |
| 倩女幽魂   | 是           |          |
| 我要交房租 | 是           |          |
| 鹹魚       | 是           |          |
| 吳所煒     | 是           |          |

| 組別名稱   | 初賽歌曲   | 是否進入決賽 | 獲得獎項 |
| ---------- | ---------- | ------------ | -------- |
| 初一級     |            |              |          |
| 個人第一組 | 起風了     |              |          |
| 個人第二組 | 小幸運     |              |          |
| 個人第三組 | 下山       |              |          |
| 初二級     |            |              |          |
| 團體第一組 | 有你在真好 |              |          |
| 團體第二組 | firework   |              |          |
| 團體第三組 | 心願便利貼 |              |          |
| 初三級     |            |              |          |
| 團體第三組 | 荒唐       |              |          |

| 組別名稱   | 歌曲                           | 是否進入決賽 | 獲得獎項 |
| ---------- | ------------------------------ | ------------ | -------- |
| 高一級     |                                |              |          |
| 個人第一組 | 撒野                           |              |          |
| 個人第二組 | Blinding Lights                |              |          |
| 團體第一組 | you are the sunsine of my life |              |          |
| 團體第二組 | 開心往前飛                     |              |          |
| 團體第三組 | 豬豬俠                         |              |          |
| 高二級     |                                |              |          |
| 個人第一組 | 黃金時代                       |              |          |
| 團體第一組 | 失落沙洲                       |              |          |
| 高三級     |                                |              |          |
| 個人第一組 | 紳士                           |              |          |
| 個人第二組 | 借過                           |              |          |
| 個人第三組 | 天黑黑                         |              |          |
| 個人第四組 | 無人之境                       |              |          |
| 團體第一組 | 雲煙成雨                       |              |          |
| 團體第二組 | 感恩                           |              |          |

## 成就

### 傑出教師

#### 視覺藝術
- 孫衍軍 - 出生於黑龍江省哈爾濱市，畢業於中國美術學院，修讀服裝設計，任教視覺藝術、服裝設計導師及書法老師，榮獲2021/2022學校年度“卓越表現教師”。[20][21]

#### 音樂科組
- 武禕 - 出生於黑龍江省哈爾濱市，於俄羅斯修讀音樂，著名鋼琴演奏者，任教音樂老師。

#### 語文科組
- 周煉齊 - 任教語文老師，榮獲2020/2021學校年度“卓越表現教師”。[22][23]

#### 英文科組
- 莫秀君 - 任教英文老師，榮獲2021/2022學校年度“卓越表現教師”。[24]

#### 科技研發小組
- 楊逸 - 任教常識老師以及資訊科技比賽的指導老師，榮獲2019/2020學校年度“卓越表現教師”。[25]

- 潘德恩（John Julian Pun）
- 梁敏聰
- 陳穎信
- 邱樂豐

以上老師在多項創新發明比賽及資訊科技競賽中輔導學生取得佳績。

### 傑出學生
- 鄭語涵 - 2021年，於“第十六屆宋慶齡少年兒童發明獎”比賽中以作品“一種玻璃保護裝置”獲金獎。[32]

## 圖庫

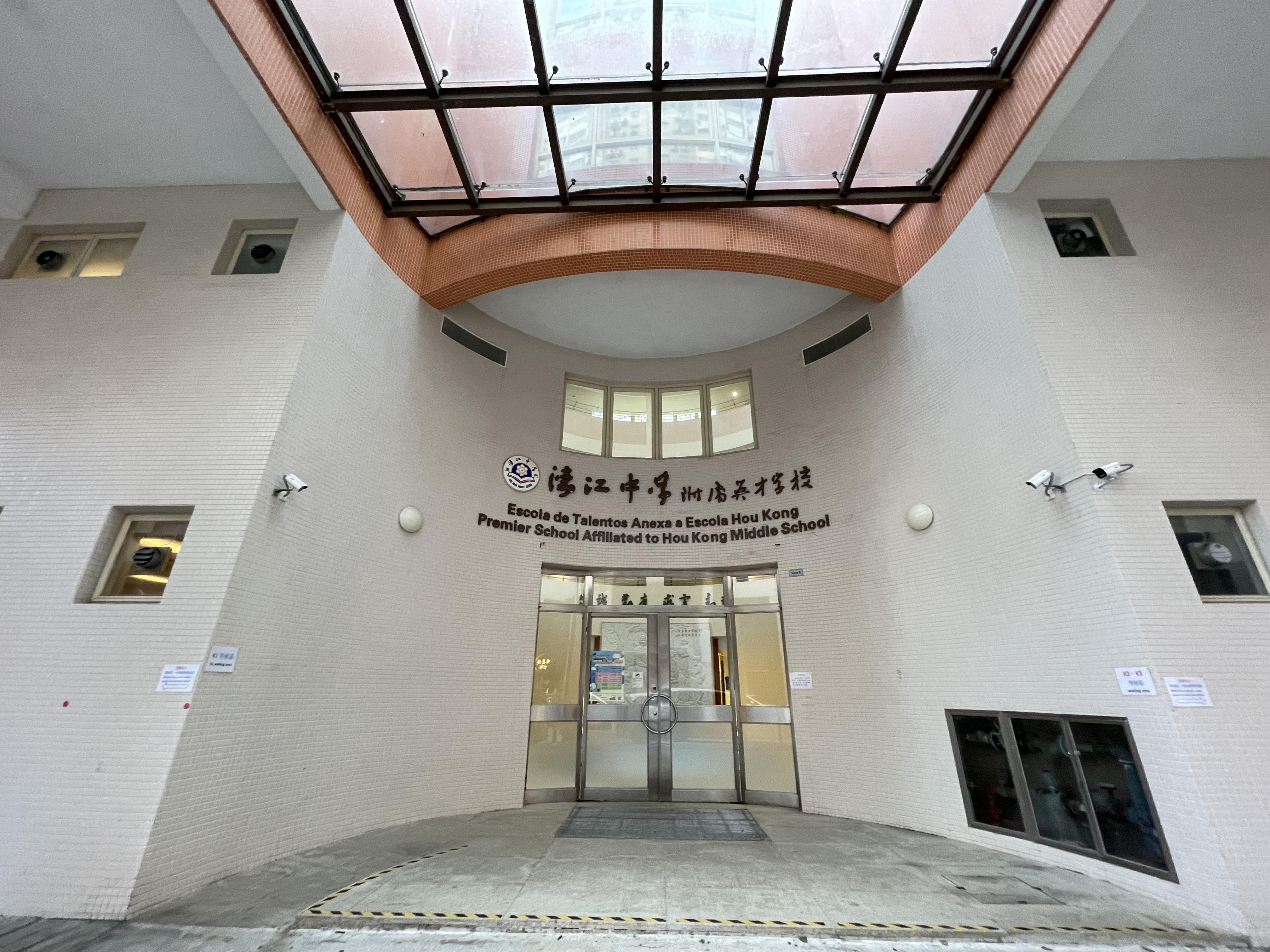
濠江中學附屬英才學校A座門口
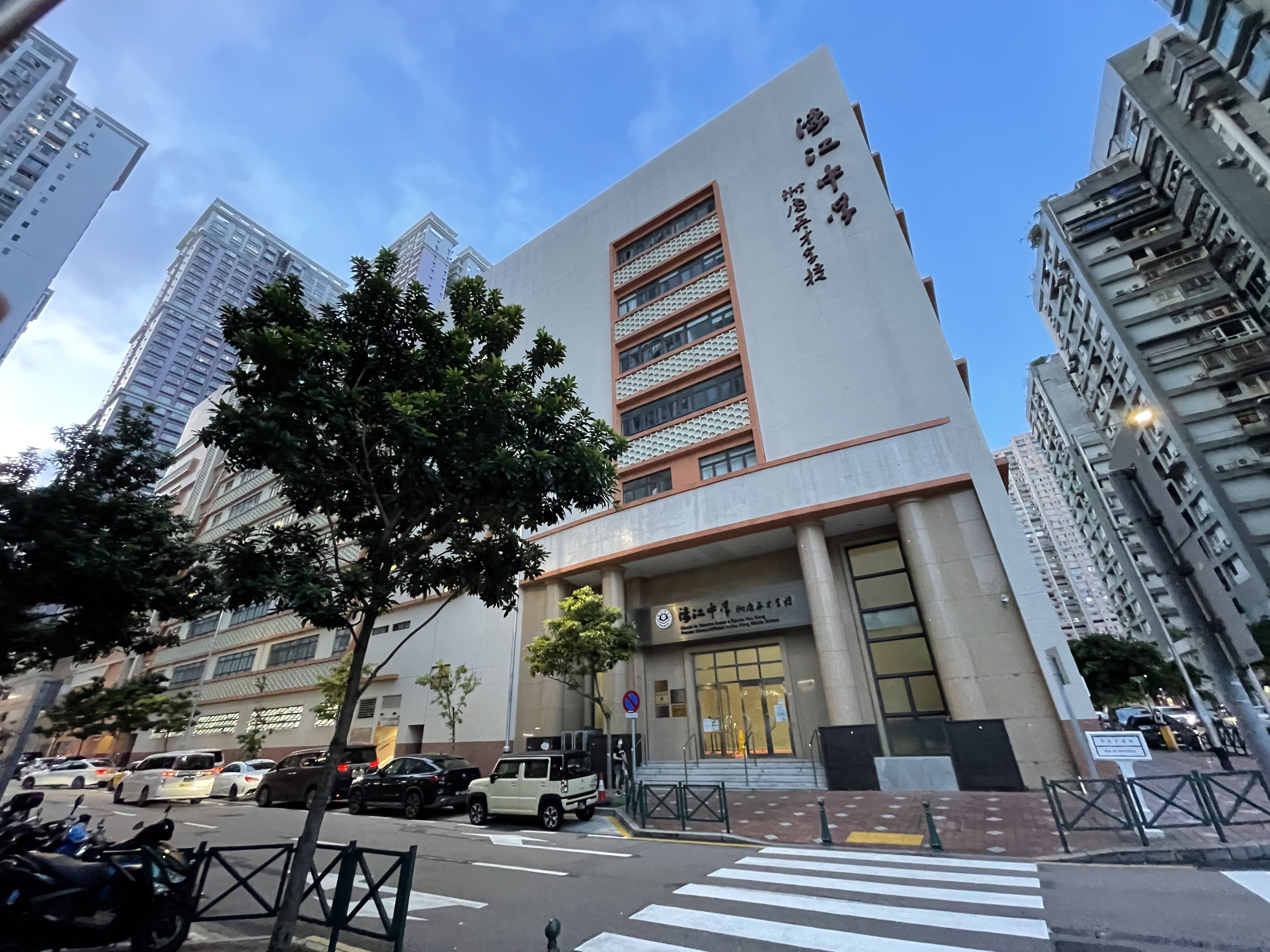
濠江中學附屬英才學校B座門口
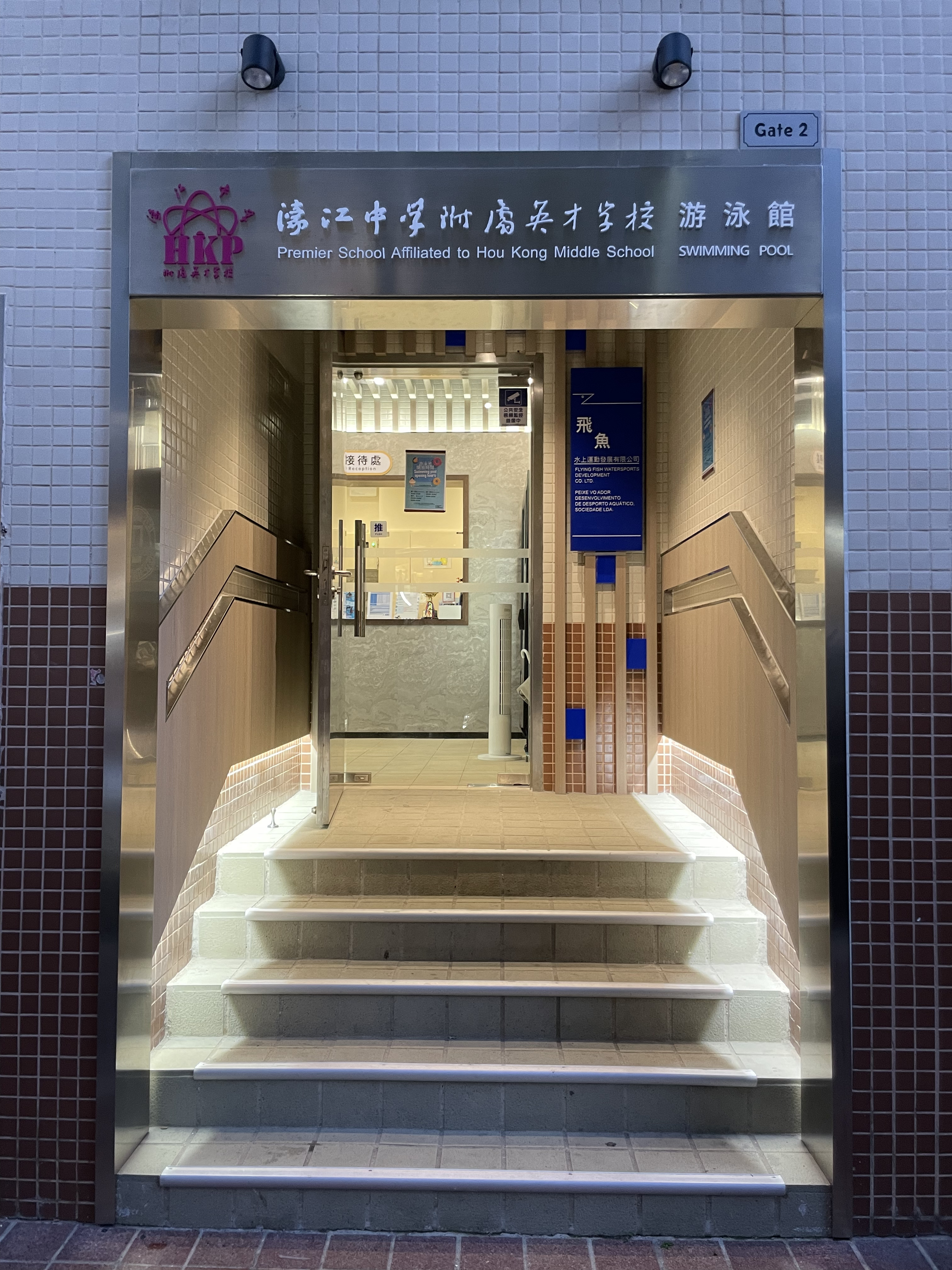
濠江中學附屬英才學校游泳館正面
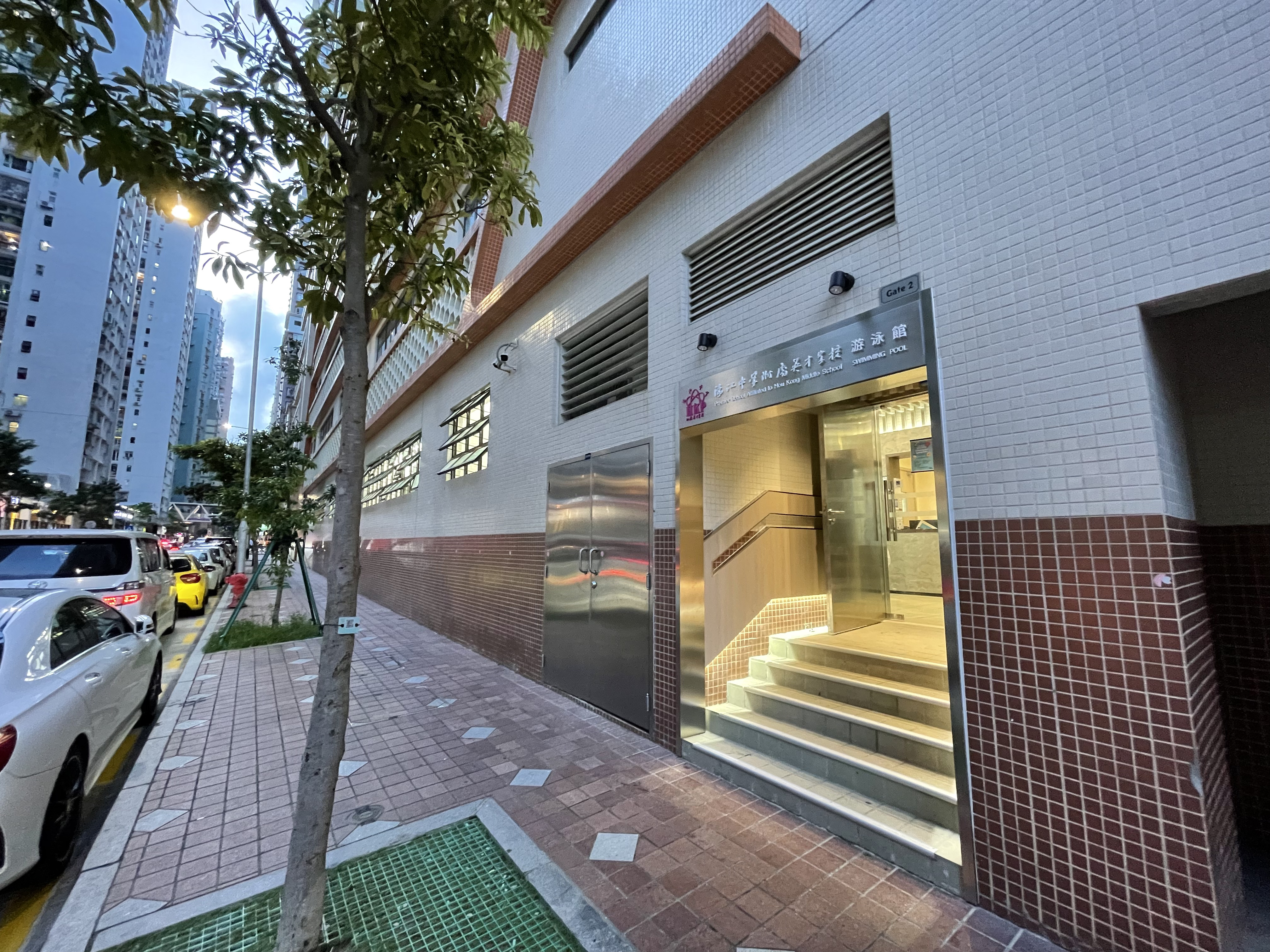
濠江中學附屬英才學校游泳館側面
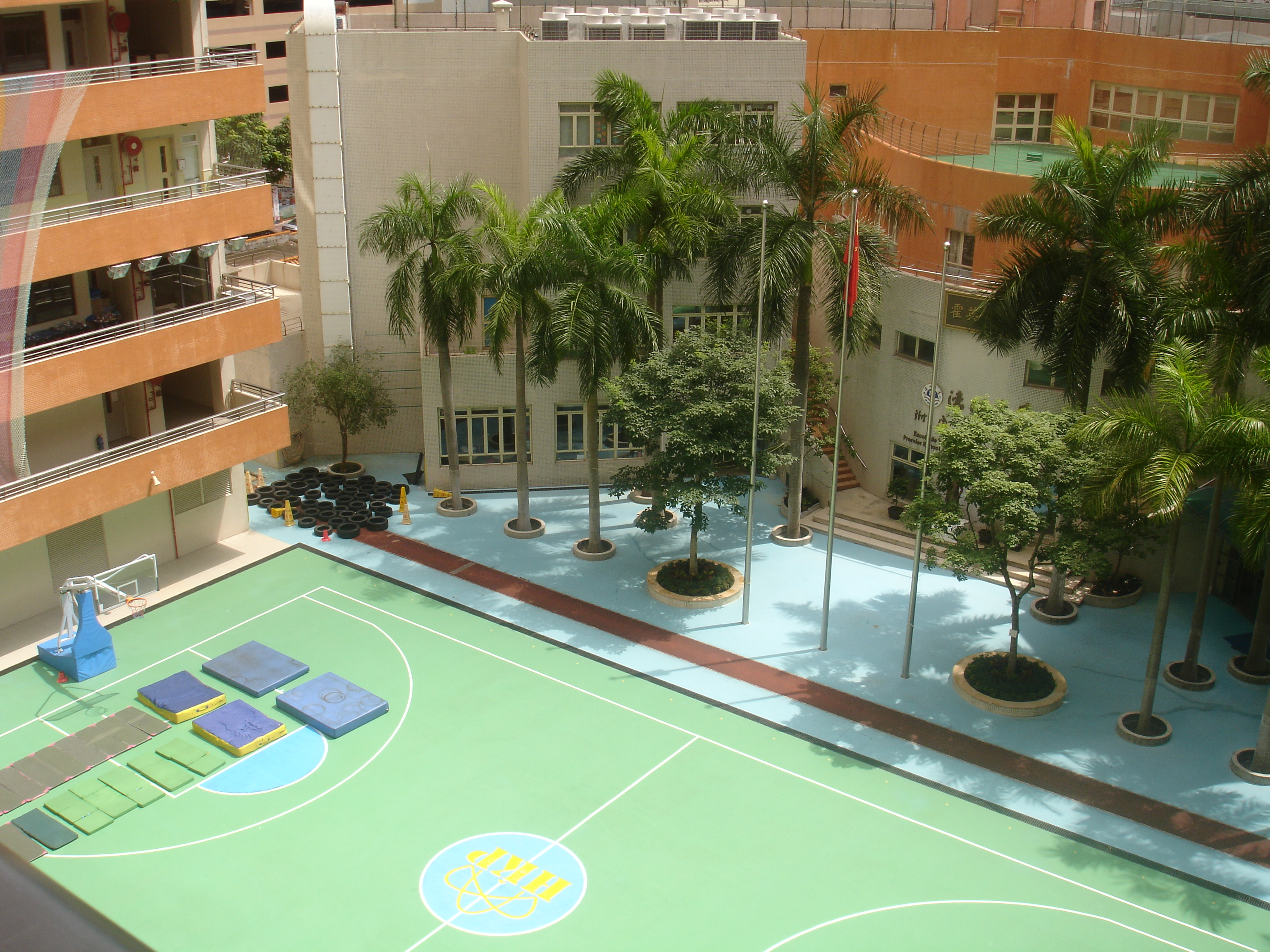
濠江中學附屬英才學校操場
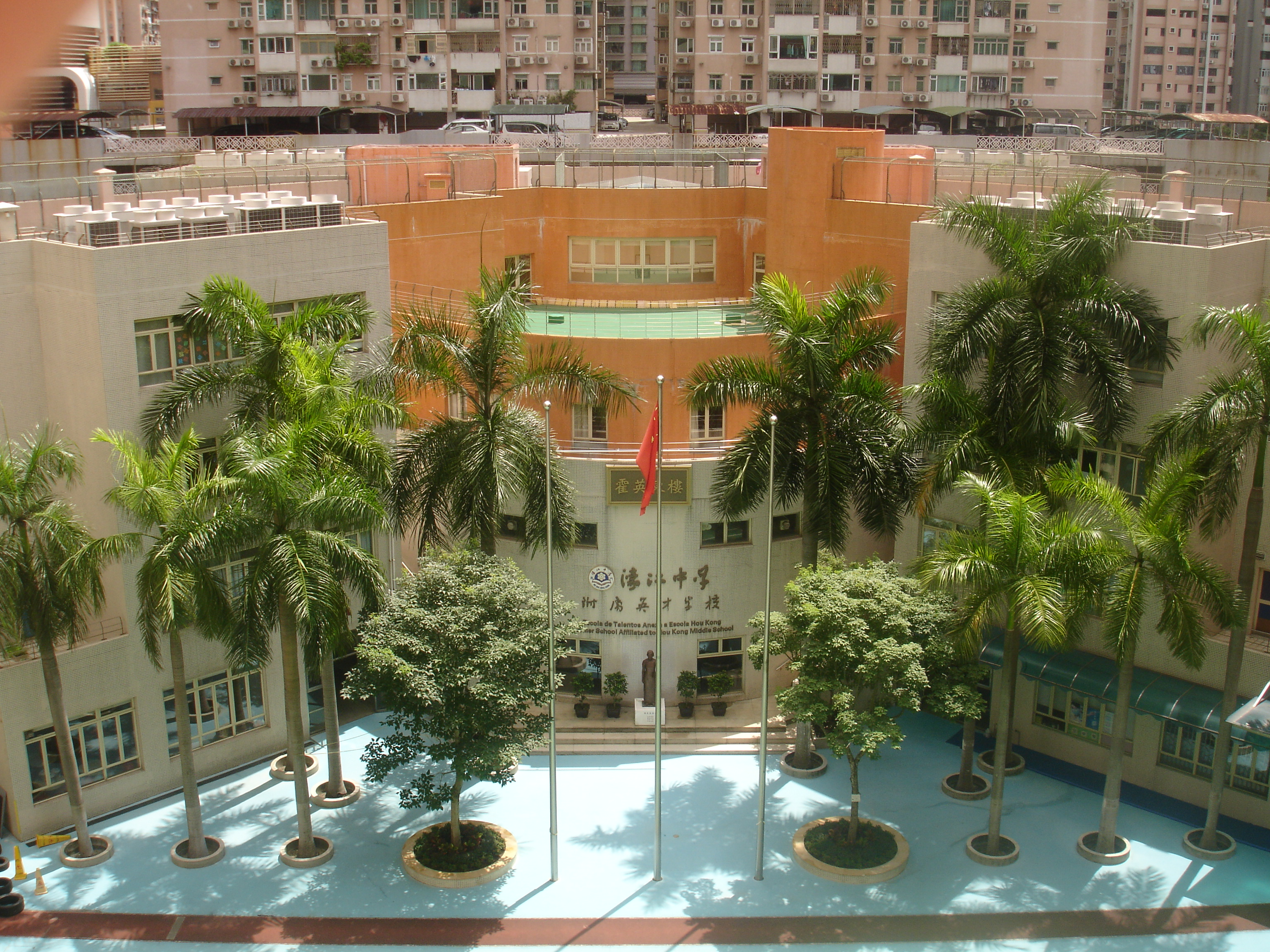
濠江中學附屬英才學校操場旗杆
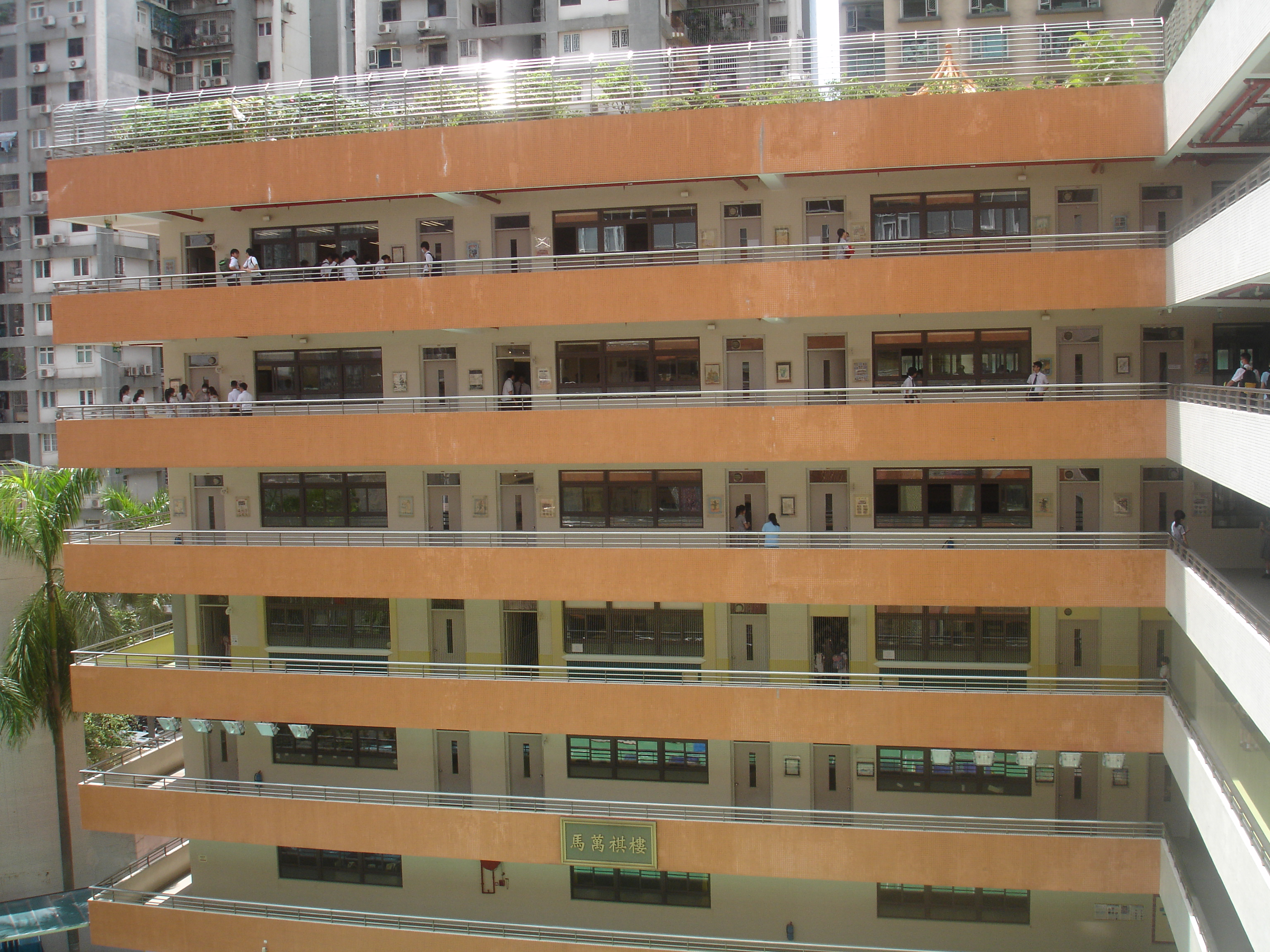
濠江中學附屬英才學校B座內部
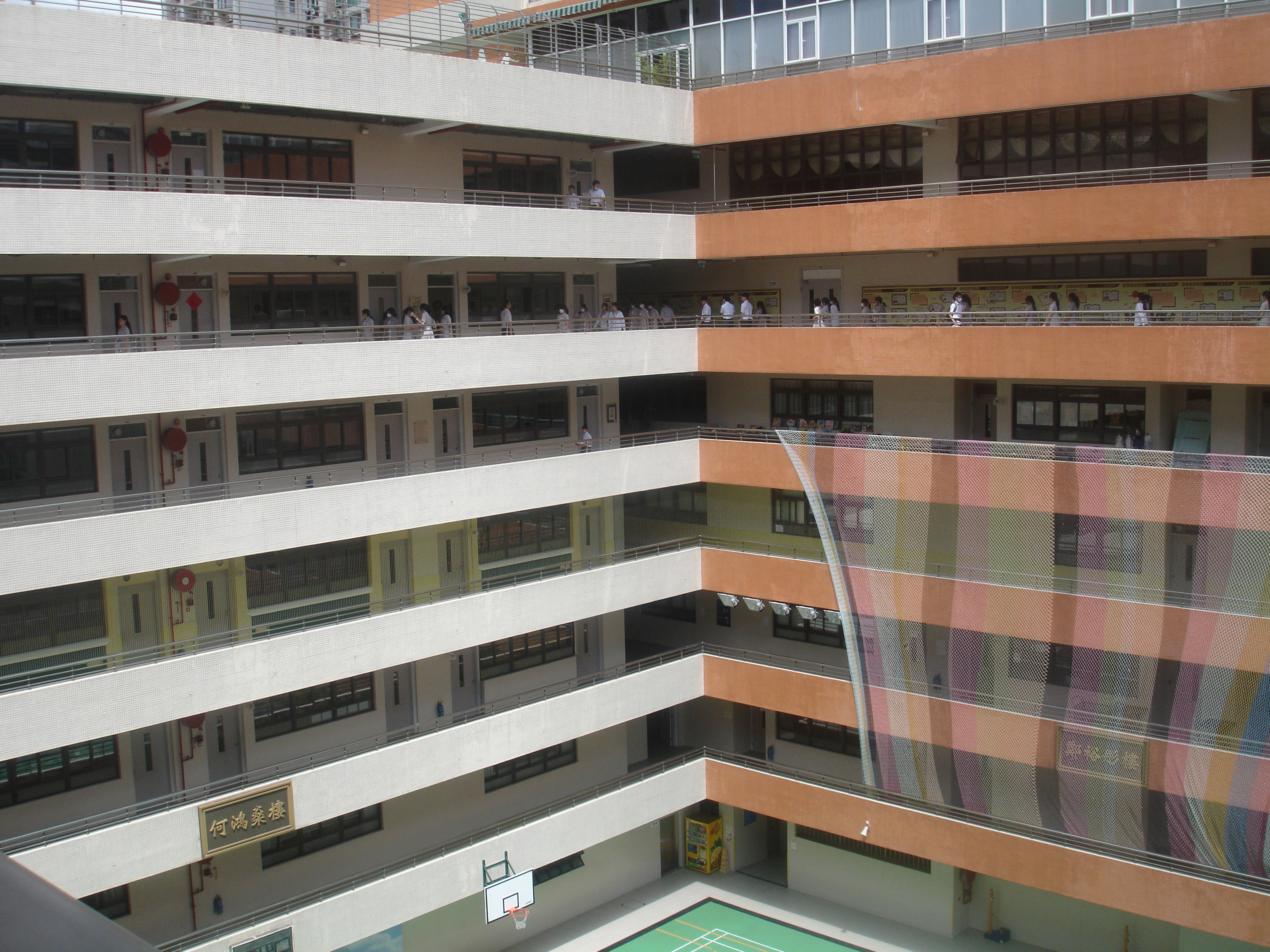
濠江中學附屬英才學校C,D座內部
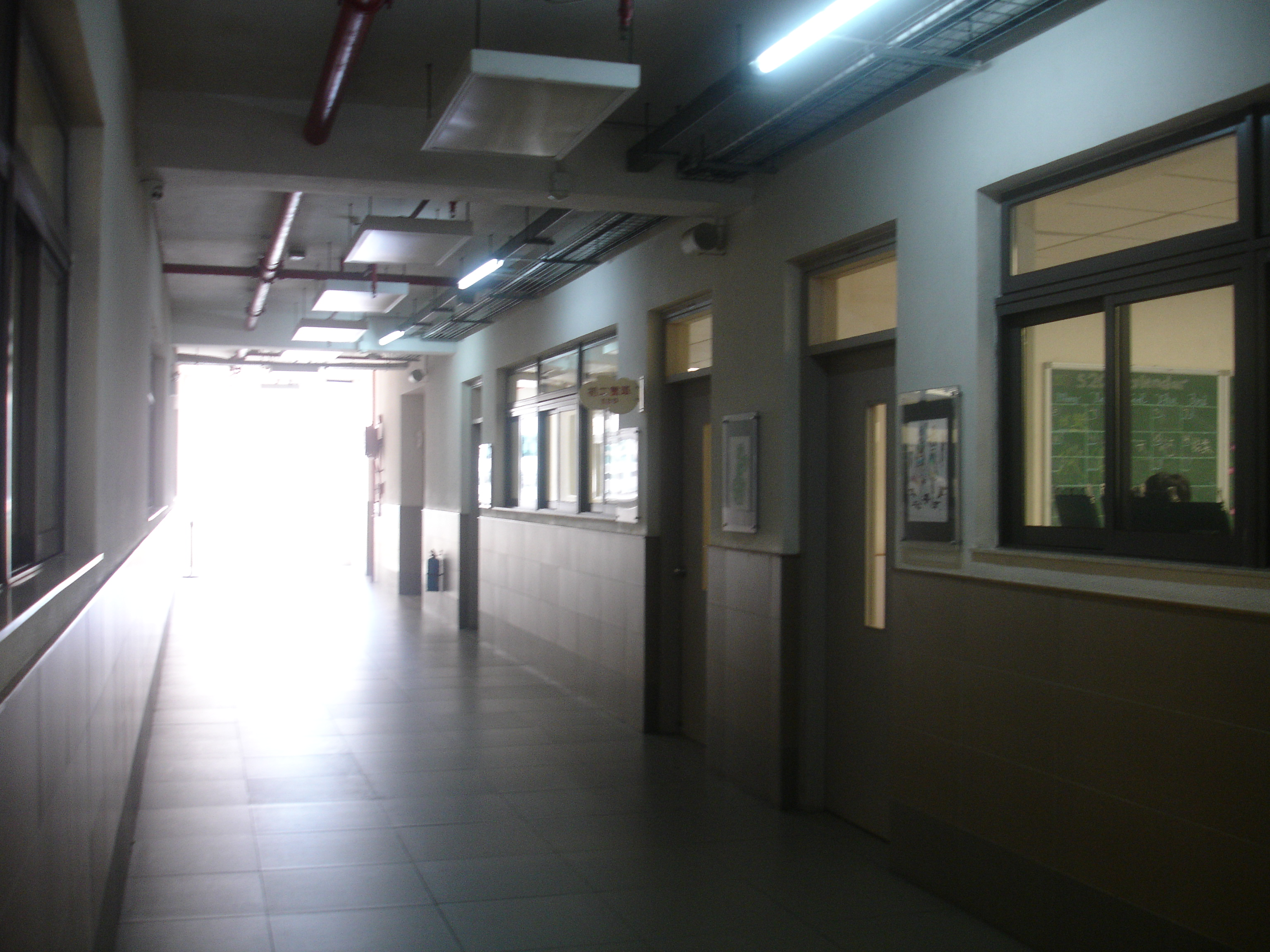
濠江中學附屬英才學校五樓走廊

## 外部連結
- 濠江中學附屬英才學校網址 （页面存档备份，存于）
- 濠江中學附屬英才學校網址（英文版） （页面存档备份，存于）
- 濠江中學網址 （页面存档备份，存于）
- 濠江英才學生會 （页面存档备份，存于）
- 濠江中學附屬英才學校學生會資訊科技部YouTube （页面存档备份，存于）